# ديزج بروانة (بناجوي الشرقي)
دیزج بروانة (بالفارسية: دیزج پروانه) هي مستوطنة تقع في إيران في قسم بناجوي الشرقي الريفي. يقدر عدد سكانها بـ 1,028 نسمة .